# Acesina paraganesa
Acesina paraganesa är en fjärilsart som beskrevs av De Nicéville 1882. Acesina paraganesa ingår i släktet Acesina och familjen juvelvingar. Inga underarter finns listade i Catalogue of Life.